# Меч-трава
Меч-трава́ (Cladium) — рід багаторічних рослин родини осокових, до якого за оцінками різних дослідників відносять від 3 до 60 видів. В українській ботанічній літературі обсяг роду оцінюється в 27 видів. Деякі його представники мають дуже обмежене господарське використання, 1 вид належить до рідкісних. Назва роду походить від морфологічної будови жорстких листків, які мають надзвичайно гострі, зазубрені краї, тому ними можна порізати руку наче мечем.

## Опис

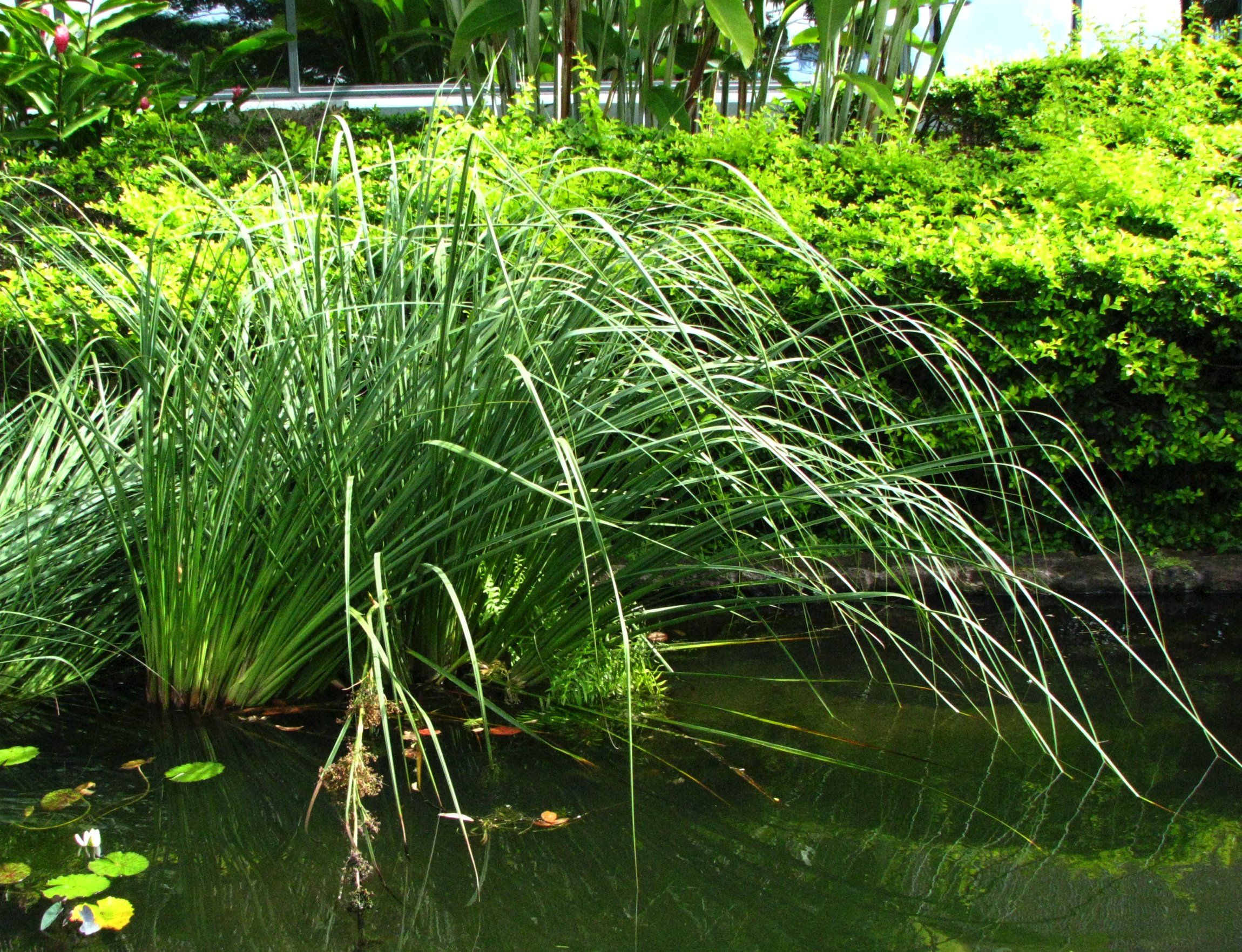
Листя Cladium jamaicense

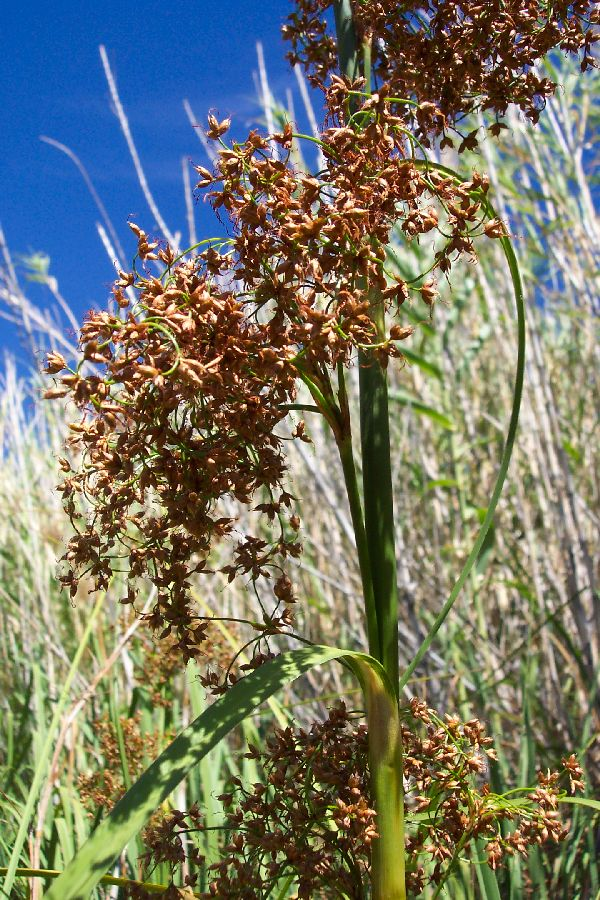
Суцвіття Cladium californicum

Усі представники роду є трав'янистими рослинами, висота яких зазвичай становить 1-3 м. Підземні органи являють собою довгі кореневища, здатні проникати на значну глибину. Це допомагає меч-траві укорінюватися на мулистих та піщаних ґрунтах. Листки вузькі, довгі, лінійні, з пилчастим краєм. Суцвіття — складна волоть, утворена численними малоквітковими колосками. Самі квітки дрібні, непоказні, з редукованою оцвітиною. Плід — горішок.

## Екологія
Усі види меч-трави доволі світлолюбні і дуже вологолюбні; вони зростають на болотах, пляжах, вологих луках, по берегах річок та озер. Ці трави дуже невибагливі до якості ґрунтів і можуть зростати на вкрай неродючих.
У місцях зростання меч-трава може бути як поширеним компонентом інших рослинних асоціацій, так і утворювати власні, причому домінування у травостої інколи сягає такого ступеня, що пригнічує розвиток інших рослин. Водночас, угруповання меч-трави самі стають основою для біорізноманіття. Оскільки листки цих рослин здатні ушкоджувати шкіру ссавців, то в її заростях оселяються переважно рептилії, захищені товстою лускою (змії, крокодили, а також черепахи). Крім того, у Флориді американські алігатори будують з листя цих рослин гнізда.
Меч-трава запилюється за допомогою вітру. Окрім насіннєвого може відновлюватись і вегетативним шляхом.

## Поширення
Загалом рід Меч-трава є космополітичним. Його представників можна віднайти у помірних, субтропічних та тропічних регіонах Євразії, Північної та Південної Америки, Африки, Австралії. Північна межа розповсюдження представників роду доходить до Канади і Скандинавського півострова, південна — до Середземномор'я, Кавказьких і Гімалайських гір (у Старому Світі), островів карибського басейну, Венесуели, Мексики, штатів Флорида та Каліфорнія (у Новому Світі).
Разом з тим в Європі зростає лише меч-трава болотна, яка має найширший ареал в порівнянні з іншими видами і є найбільш холодостійкою. Цей вид також є єдиним представником роду, який зростає в Україні (на її теренах він представлений двома підвидами). Незважаючи на те, що цей вид поширений на величезних площах по всьому світу, його чисельність швидко скорочується, тому меч-трава болотна занесена до Червоної книги України та Червоних списків ряду європейських країн.

## Застосування
Загалом ці рослини не знайшли широко застосування у господарстві: через надзвичайно гострі листки вони не придатні для згодовування худобі. Втім, у деяких балтійських та скандинавських країнах (переважно в минулому) листя меч-трави болотної використовували для покриття стріх. Наразі розглядається можливість використання меч-трави як сировини для виробництва біопалива, яка в перспективі може замінити кукурудзу.

## Види
Станом на 2015 рік більшою частиною світової наукової спільноти беззаперечно визнані такі види:
- Cladium chinense Nees
- Cladium costatum Steyerm.
- Cladium leptostachyum Nees & Meyen
- Cladium mariscoides (Muhl.) Torr.
- Cladium mariscus (L.) Pohl — меч-трава болотна[1]